# Капо ди Понте
Ка̀по ди По̀нте (на италиански: Capo di Ponte, на източноломбардски: Co de Pùt, Ко де Пут) е малко градче и община в Северна Италия, провинция Бреша, регион Ломбардия. Разположено е на 362 m надморска височина. Населението на общината е 2509 души (към 2013 г.).